# Oleg Skripotchka
Oleg Ivanovitch Skripotchka (en russe : Олег Иванович Скрипочка) est un cosmonaute russe, né le 24 décembre 1969 à Nevinnomyssk, en RSFS de Russie (Union soviétique).

## Biographie
Cet ingénieur a été sélectionné cosmonaute en 1997 dans le groupe RKKE 14.

## Vols réalisés
- Skripotchka est désigné comme ingénieur de vol à bord de la station spatiale internationale pour l'expédition 25/26. Il décolle à bord du vaisseau Soyouz TMA-01M le 7 octobre 2010 et rejoint la station spatiale le 10 octobre. Il la quitte le 16 mars 2011. Au cours de cette mission, il réalise 3 sorties extravéhiculaires.
- Le 18 mars 2016, il s'est envolé à bord de Soyouz TMA-20M pour une mission de cinq mois à bord de la station spatiale internationale, les expéditions 47 et 48. Il revient sur Terre le 6 septembre 2016.
- Skripochka est désigné pour un vol vers l'ISS à bord du Soyuz MS-15, en septembre 2019, comme membre des expéditions 61/62. Il revient sur Terre le 17 avril 2020 après 204 jours dans l'espace[1].

## Galerie

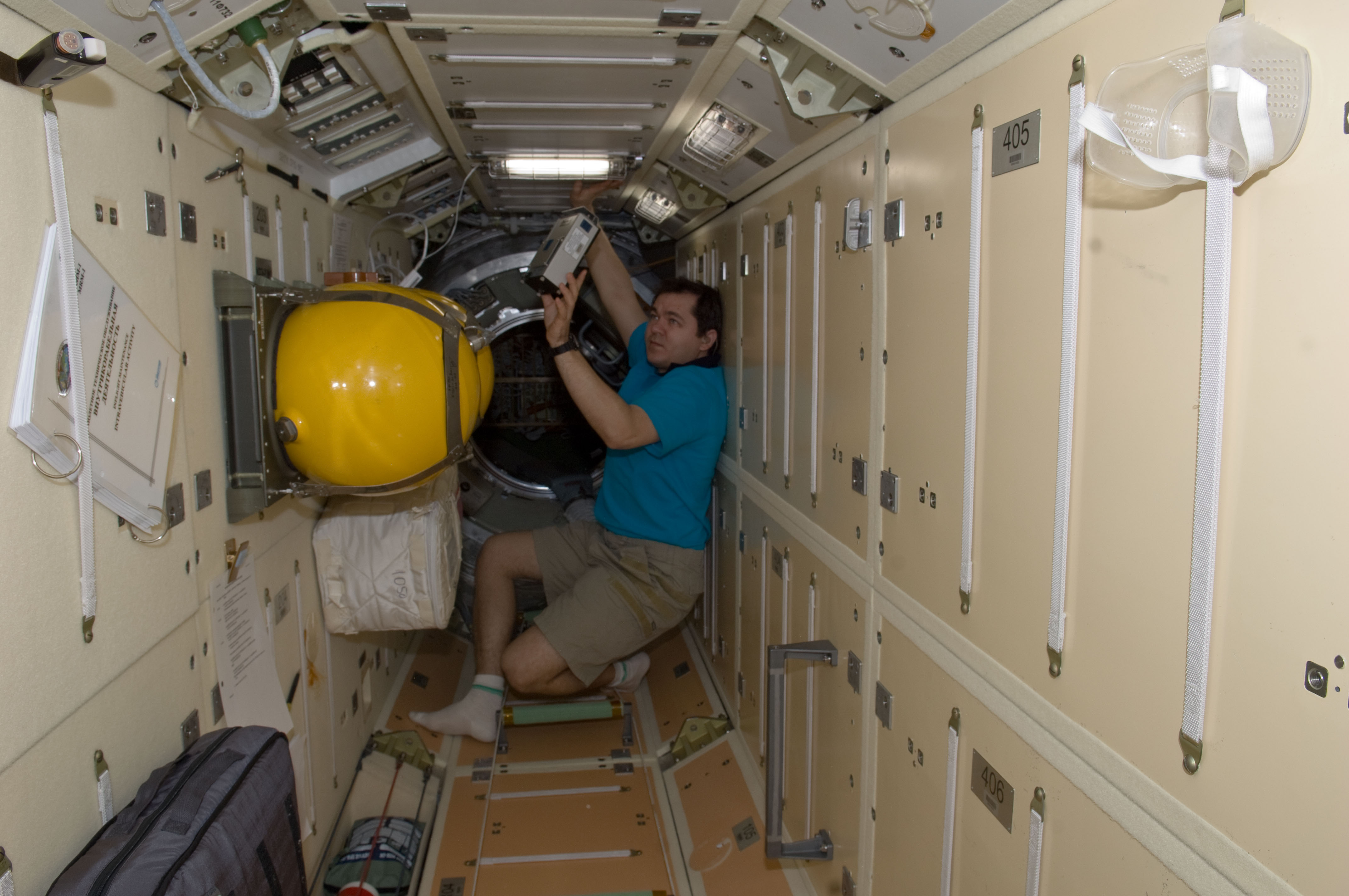
Skripotchka dans le module russe de l'ISS Rassvet pendant l'expédition 26.

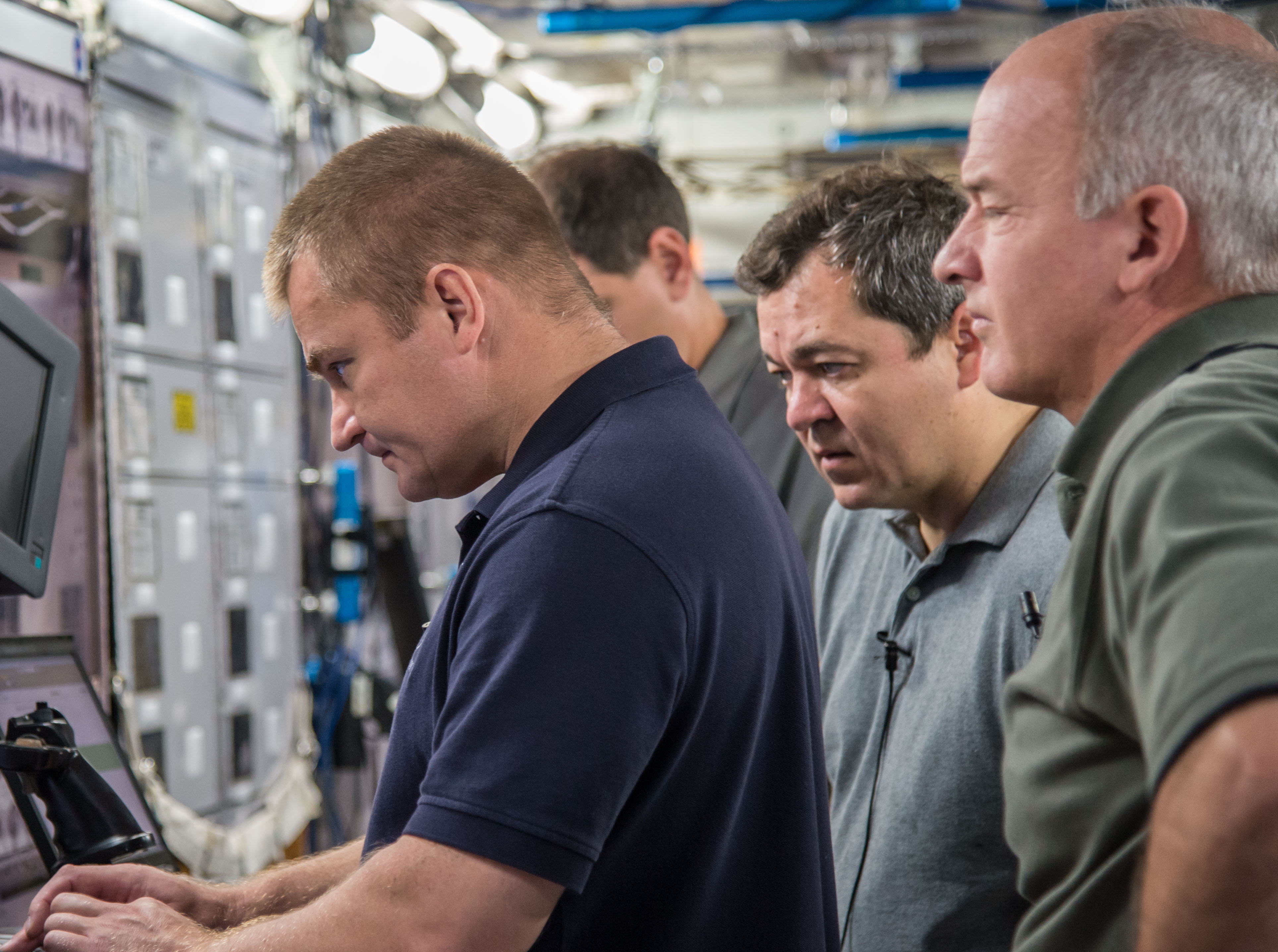
Oleg Skripotchka en entraînement au sol avec ses collègues des expéditions 47/48 Aleksei Ovchinin (à gauche) et Jeffrey Williams (à gauche).